# Kaempferia fallax
Kaempferia fallax är en enhjärtbladig växtart som beskrevs av François Gagnepain. Kaempferia fallax ingår i släktet Kaempferia och familjen Zingiberaceae. Inga underarter finns listade i Catalogue of Life.